# فهرست استانداران ایران در دولت یازدهم
این نوشتار، فهرست استانداران ایران در دولت یازدهم (۱۳۹۶–۱۳۹۲) به ریاست‌جمهوری حسن روحانی است.
تغییر استانداران در دولت یازدهم با تغییر استاندار تهران (سید حسین هاشمی) از ۱۸ شهریور ۱۳۹۲ شروع شد و در ۱۴ اسفند ۱۳۹۲ با انتصاب استاندار خراسان رضوی (علیرضا رشیدیان) پایان یافت. همچنین، استاندار بوشهر (مصطفی سالاری) جوان‌ترین استاندار دولت یازدهم بود.

## فهرست
| استان               | استاندار | استاندار               | آغاز تصدی        | پایان تصدی       | منبع   |
| ------------------- | -------- | ---------------------- | ---------------- | ---------------- | ------ |
| آذربایجان شرقی      |          | اسماعیل جبارزاده       | ۸ آبان ۱۳۹۲      | ۲۰ شهریور ۱۳۹۶   | [ ۱ ]  |
| آذربایجان غربی      |          | قربانعلی سعادت         | ۲۹ آبان ۱۳۹۲     | ۱۹ مهر ۱۳۹۶      | [ ۲ ]  |
| اردبیل              |          | مجید خدابخش            | ۱۵ آبان ۱۳۹۲     | ۲ مهر ۱۳۹۶       | [ ۳ ]  |
| اصفهان              |          | رسول زرگرپور           | ۳۱ شهریور ۱۳۹۲   | ۷ آبان ۱۳۹۶      | [ ۴ ]  |
| البرز               |          | سید طاهر طاهری         | ۳۱ شهریور ۱۳۹۲   | ۱۳۹۳             | [ ۵ ]  |
| البرز               |          | سید حمید طهایی         | ۱۳۹۳             | ۲۲ شهریور ۱۳۹۶   |        |
| ایلام               |          | محمدرضا مروارید        | ۱۴ مهر ۱۳۹۲      | ۲ مهر ۱۳۹۶       | [ ۶ ]  |
| بوشهر               |          | مصطفی سالاری           | ۱۳ آذر ۱۳۹۲      | ۲ مهر ۱۳۹۶       | [ ۷ ]  |
| تهران               |          | سید حسین هاشمی         | ۱۷ شهریور ۱۳۹۲   | ۲ مهر ۱۳۹۶       | [ ۸ ]  |
| چهارمحال و بختیاری  |          | قاسم سلیمانی دشتکی     | ۱۵ آبان ۱۳۹۲     | ۲ مهر ۱۳۹۶       | [ ۹ ]  |
| خراسان جنوبی        |          | وجه‌الله خدمتگزار       | ۱۷ مهر ۱۳۹۲      | ۶ تیر ۱۳۹۵       | [ ۱۰ ] |
| خراسان جنوبی        |          | سید علی‌اکبر پرویزی     | ۶ تیر ۱۳۹۵       | ۲۲ شهریور ۱۳۹۶   |        |
| خراسان رضوی         |          | علیرضا رشیدیان         | ۱۴ اسفند ۱۳۹۲    | در دولت بعدی     | [ ۱۱ ] |
| خراسان شمالی        |          | سید علی‌اکبر پرویزی     | ۲۷ شهریور ۱۳۹۲   | ۶ تیر ۱۳۹۵       | [ ۱۲ ] |
| خراسان شمالی        |          | محمدرضا صالحی          | ۶ تیر ۱۳۹۵       | در دولت بعدی     |        |
| خوزستان             |          | عبدالحسن مقتدائی       | ۱۷ مهر ۱۳۹۲      | ۲۱ اردیبهشت ۱۳۹۵ | [ ۱۳ ] |
| خوزستان             |          | فرج‌الله خبیر سرپرست    | ۲۱ اردیبهشت ۱۳۹۵ | ۱۳۹۵             |        |
| خوزستان             |          | غلامرضا شریعتی         | ۱۳۹۵             | در دولت بعدی     |        |
| زنجان               |          | جمشید انصاری           | ۲۷ شهریور ۱۳۹۲   | ۳۱ مرداد ۱۳۹۵    | [ ۱۴ ] |
| زنجان               |          | اسدالله درویش امیری    | ۳۱ مرداد ۱۳۹۵    | در دولت بعدی     |        |
| سمنان               |          | محمد وکیلی             | ۱۴ مهر ۱۳۹۲      | ۲۷ آبان ۱۳۹۴     | [ ۱۵ ] |
| سمنان               |          | محمدرضا خباز           | ۲۷ آبان ۱۳۹۴     | ۶ دی ۱۳۹۶        |        |
| سیستان و بلوچستان   |          | علی اوسط هاشمی         | ۲۹ آبان ۱۳۹۲     | ۱۴ آبان ۱۳۹۶     | [ ۱۶ ] |
| فارس                |          | سید محمد احمدی         | ۱۷ مهر ۱۳۹۲      | ۱۱ تیر ۱۳۹۴      | [ ۱۷ ] |
| فارس                |          | خلیل رضائیان سرپرست    | ۱۰ تیر ۱۳۹۴      | ۲۴ تیر ۱۳۹۴      | [ ۱۸ ] |
| فارس                |          | سید محمدعلی افشانی     | ۲۴ تیر ۱۳۹۴      | ۲۲ شهریور ۱۳۹۶   |        |
| قزوین               |          | مرتضی روزبه            | ۱۳ آذر ۱۳۹۲      | ۲۷ آبان ۱۳۹۴     | [ ۱۹ ] |
| قزوین               |          | فریدون همتی            | ۲۷ آبان ۱۳۹۴     | ۲۲ شهریور ۱۳۹۶   |        |
| قم                  |          | محمدصادق صالحی‌منش      | ۲۷ آذر ۱۳۹۲      | ۴ تیر ۱۳۹۴       | [ ۲۰ ] |
| قم                  |          | فریدون همتی سرپرست     | ۴ تیر ۱۳۹۴       | ۲۴ تیر ۱۳۹۴      |        |
| قم                  |          | سید مهدی صادقی         | ۲۴ تیر ۱۳۹۴      | در دولت بعدی     |        |
| کردستان             |          | عبدالمحمد زاهدی        | ۱۰ آذر ۱۳۹۲      | ۲۲ شهریور ۱۳۹۶   | [ ۲۱ ] |
| کرمان               |          | علیرضا رزم‌حسینی        | ۱۰ آذر ۱۳۹۲      | در دولت بعدی     | [ ۲۲ ] |
| کرمانشاه            |          | ابراهیم رضایی بابادی   | ۲۹ آبان ۱۳۹۲     | ۲۹ شهریور ۱۳۹۴   | [ ۲۳ ] |
| کرمانشاه            |          | اسدالله رازانی         | ۲۹ شهریور ۱۳۹۴   | ۲ مهر ۱۳۹۶       |        |
| کهگیلویه و بویراحمد |          | سید موسی خادمی         | ۳۱ شهریور ۱۳۹۲   | ۲۲ شهریور ۱۳۹۶   | [ ۲۴ ] |
| گلستان              |          | حسن صادقلو             | ۱۴ مهر ۱۳۹۲      | ۱۹ مهر ۱۳۹۶      | [ ۲۵ ] |
| گیلان               |          | محمدعلی نجفی           | ۲۱ مهر ۱۳۹۲      | ۲۲ شهریور ۱۳۹۶   | [ ۲۶ ] |
| لرستان              |          | هوشنگ بازوند           | ۳۱ شهریور ۱۳۹۲   | ۲۲ شهریور ۱۳۹۶   | [ ۲۷ ] |
| مازندران            |          | ربیع فلاح جلودار       | ۱۷ شهریور ۱۳۹۲   | ۷ آبان ۱۳۹۶      | [ ۲۸ ] |
| مرکزی               |          | محمدحسین مقیمی         | ۱۴ مهر ۱۳۹۲      | ۲۸ دی ۱۳۹۳       | [ ۲۹ ] |
| مرکزی               |          | شکرالله حسن‌بیگی سرپرست | ۳۰ دی ۱۳۹۳       | ۱۶ اردیبهشت ۱۳۹۴ | [ ۳۰ ] |
| مرکزی               |          | محمود زمانی قمی        | ۱۶ اردیبهشت ۱۳۹۴ | ۱۹ مهر ۱۳۹۶      |        |
| هرمزگان             |          | جاسم جادری             | ۲۹ آبان ۱۳۹۲     | ۲۲ شهریور ۱۳۹۶   | [ ۳۱ ] |
| همدان               |          | محمدناصر نیکبخت        | ۸ آبان ۱۳۹۲      | در دولت بعدی     | [ ۳۲ ] |
| یزد                 |          | سید محمد میرمحمدی      | ۸ آبان ۱۳۹۲      | ۷ آبان ۱۳۹۶      | [ ۳۳ ] |